# غرمي أنغوت
غرمي أنغوت (بالإنجليزية: Garmi Angut)‏ هي قرية تقع في قسم انغوت الشرقي الريفي في إيران. يقدر عدد سكانها بـ 491 نسمة بحسب إحصاء 2016.